# ボブルビー
ボブルビー（アルファベット表記："BOBLBE-E"または"BOBLBEE"）とは、スウェーデンの鞄メーカー。ノートパソコンをオートバイで安全に運ぶ為に固いABS樹脂で外側を覆ったバックパック「メガロポリス（MEGALOPOLIS）」を製造していることで知られる。最初にメガロポリスを発売したのは1998年。その後固い樹脂で覆った様々な大きさのバックパックや携帯電話ケースなどを発売していったが、近年固い樹脂を使わない製品も多数販売している。
2015年にボブルビーのライセンスがBOBLBEE AB社からPoint65 AB社に譲渡した。boblbee megalopolis、peoples delite、sam等のハードシェルシリーズをPoint65°AB社製品として販売を開始。ハードシェルシリーズ以外のバックパック等は生産完了となり在庫限りとなったが、2023年に販売中の製品にもboblbeeの名前は残っている。